# Dálnice A4 (Slovinsko)
Slovinská dálnice A4 spojuje Maribor se slovinsko-chorvatskou státní hranicí u Gruškovje.

## Stavba
Stavba dálnice probíhala ve třech etapách:
- Úsek od budovy hraničního přechodu Gruškovje ke státní hranici (0,56 km) byl otevřen 11. prosince 2009.
- Úsek Slivnica – Draženci (19,8 km) byl zprovozněn 16. července 2009.
- Pro úsek Draženci – hraniční přechod Gruškovje (předpokládaná délka 13,3 km) byla v září 2010 přijata změna státního územního plánu.[1]
  - Stavba úseku 1. etapy Draženci - Podlehnik v délce 7,3 km byla zahájena během letních prázdnin roku 2015[2] a dokončena 22. listopadu 2017.[3]
  - Na jaře 2016 začaly práce i na druhé etapě dlouhé necelých 6 km. Dokončení úseku se předpokládalo koncem roku 2018.[4] Jeden směr dálnice v tomto úseku vedl v trase původní silnice G1-9, a byl na něj dočasně sveden provoz pro oba směry. Druhý směr byl stavěn po svazích okolních kopců. Z důvodu nutnosti ostřejších zatáček úzkým údolím řeky Rogatnice, je úsek Zakl-státní hranice navržen na maximální rychlost 110 km/h.[5]

Poslední úsek v délce 5,8 km a tedy i celá dálnice byly dokončeny měsíc v předstihu a za nižší cenu a slavnostně předány do provozu 30. listopadu 2018.

## Trasa
Dálnice A4 vede od Mariboru přibližně jihovýchodním směrem na Ptuj, kde se stáčí na jih a směřuje na státní hranici s Chorvatskem.

## Mimoúrovňové křižovatky
Na trase dálnice A4 jsou 2 mimoúrovňové křižovatky:
- Slivnica – dálnice A4 se tu odpojuje od dálnice A1, spojující slovinsko-rakouskou státní hranici s Mariborem, Lublaní a oblastí v okolí slovinské části pobřeží Jaderského moře.
- Draženci – odpojuje se tu silnice č. 2, směřující na Ptuj.

## Navazující komunikace
Pokračováním dálnice A4 je v Chorvatsku dálnice A2 směřující na Záhřeb.